# Windpark Jaulín

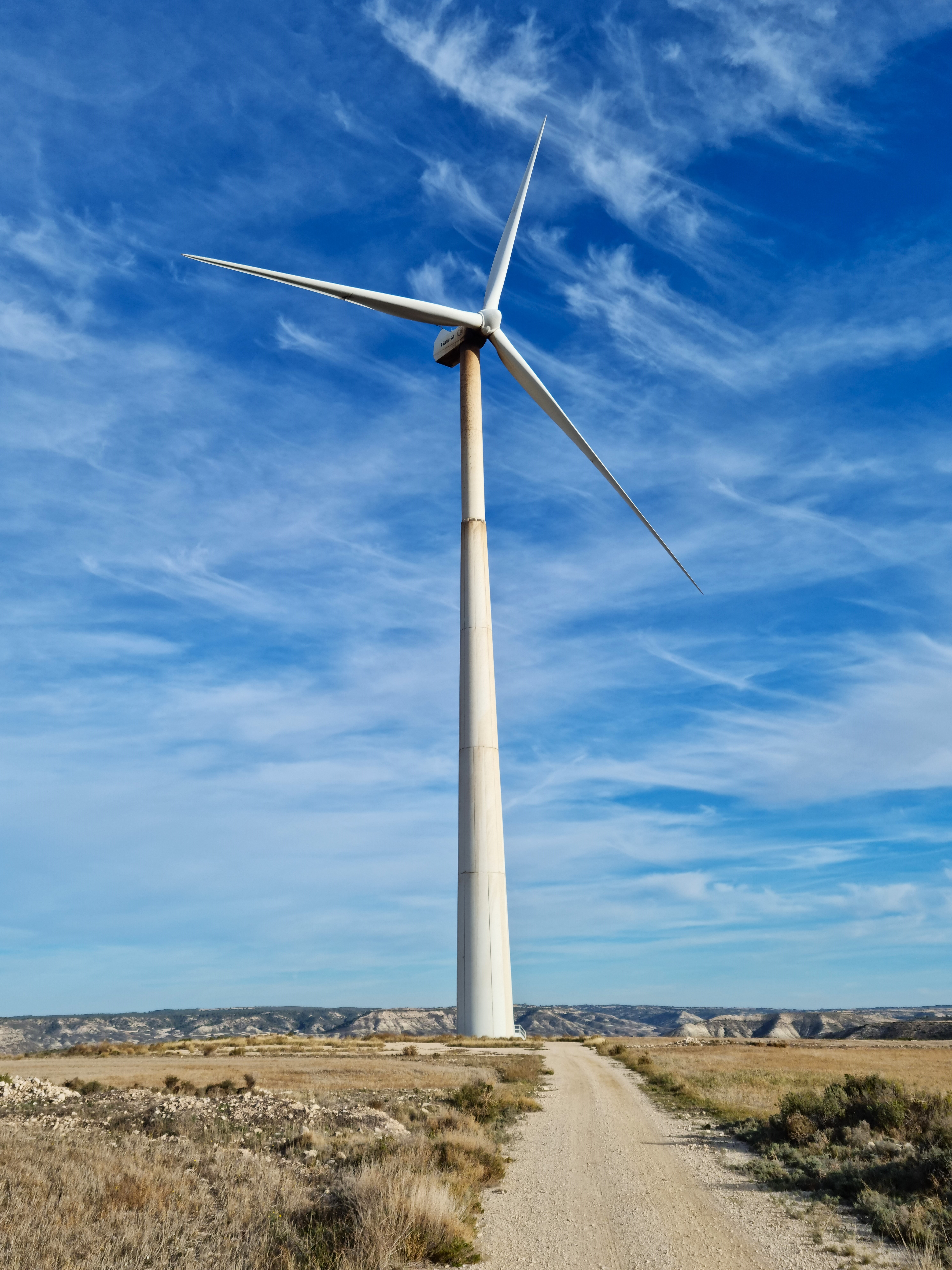
Die 2009 errichtete Gamesa G10X

Der Windpark Jaulín befindet sich ca. 2,5 Kilometer westlich der Gemeinde Jaulín, Provinz Saragossa in Spanien auf einem Höhenzug von 643 Metern.
Seit Juni 2009 ist eine Gamesa G10X, der Prototyp der G128-4.5MW, mit 4,5 Megawatt Nennleistung in Betrieb. Mit einem Rotordurchmesser von 128 Metern war sie seinerzeit die Windkraftanlage mit dem größten Rotor der Welt und damit größer als zum Beispiel die Enercon E-126. Der Rotor wurde auf einem 120 Meter hohen Turm montiert.
Am 1. Juli 2011 hatte diese Anlage 98,26 Megawattstunden elektrischen Strom erzeugt, bei rechnerisch maximal möglichen 108 MWh (4,5 MW * 24 Stunden).
Ende 2011 wurde eine zweite G128-4.5MW in ca. 650 Meter Entfernung errichtet.